# Pargitaguse
Pargitaguse is een plaats in de Estlandse gemeente Jõhvi, provincie Ida-Virumaa. De plaats heeft de status van dorp (Estisch: küla).

## Bevolking
Het dorp had 6 inwoners in 2000, maar ineens 490 inwoners op 31 december 2011 en 3 inwoners op 31 december 2021.

## Ligging
De plaats ligt ten zuidoosten van Jõhvi, de hoofdplaats van de gemeente. Op de grens tussen Pargitaguse en Jõhvi ligt een gevangenis, de Viru Vangla. De 485 gevangenen zijn meegeteld bij de volkstelling van 31 december 2011. Na dat jaar werd de grens tussen de beide plaatsen verlegd, zodat de gevangenis sindsdien binnen de grenzen van Jõhvi valt.
De Tugimaantee 32, de secundaire weg van Jõhvi naar Vasknarva, komt door Pargitaguse.